# Mohlscheid
Mohlscheid ist ein Ortsteil der Gemeinde Neunkirchen-Seelscheid im Rhein-Sieg-Kreis.

## Lage
Mohlscheid liegt auf einem Bergscheid des Bergischen Landes an der Grenze zu Much. Nachbarorte sind Scherpekotten und Much-Schlichenbach im Norden, Nackhausen im Osten und Hohn im Süden.

## Geschichte
Zum heutigen Mohlscheid gehören die früher selbstständigen Ortsteile Heidgen (jetzige Ortsmitte) und Meisenbach (im Südwesten).
1830 hatte Mohlscheid 62 Einwohner. 1845 hatte der Ort 62 evangelische und einen katholischen Einwohner in zwölf Häusern. 1888 gab es 73 Bewohner in 18 Häusern.
Um 1900 wurde in der westlich gelegenen Grube Penny Buntmetallerz abgebaut.
Das Dorf gehörte bis 1969 zur Gemeinde Seelscheid.

## Vereinsleben
In Mohlscheid gibt es den Bergischer Männerchor Mohlscheid BMC 1933. Dieser hatte 2014 einen Auftritt in der TV-Serie Mord mit Aussicht, als in Seelscheid für die Folge „Einer muss singen“ Dreharbeiten stattfanden.